# 陈佩娜
陈佩娜（1989年6月19日—）是广东深圳人，中国女子帆船运动员。

## 生平
2005年她入选国家队。2015年10月，她在阿曼举行的2015年世界帆板（RS：X）锦标赛上，赢得女子帆板世界冠军。
2016年8月14日，她在里约奥运会RS：X级女子帆板比赛中以66分获得银牌，法国选手沙利纳·皮康赢得金牌。

## 外部連結
- 坚韧陈佩娜:手掌皮10天脱一次 奥运会10年搏一回